# Chicoana
Chicoana ist die Hauptstadt des gleichnamigen Departamentos Chicoana in der Provinz Salta im Nordwesten Argentiniens. Sie liegt im Tal Valle de Lerma, 47 km südwestlich der Provinzhauptstadt Salta. Chicoana ist erreichbar über die Ruta Nacional 68 und die Ruta Provincial 33. In der Klassifizierung der Gemeinden der Provinz gehört sie mit 4.468 Einwohnern zu den Gemeinden der zweiten Kategorie.

## Wirtschaft

### Landwirtschaft
Chicoana widmet sich vorwiegend dem Anbau von Tabak und in zweiter Linie dem Gemüse.

### Tourismus
Chicoana hat sich in seiner Architektur und durch seine Stadtpflege das Flair eines traditionellen, saltenischen Ortes bewahrt, in dem vor allem der zentrale Platz herausragt. Hinzu kommt seine Lage, unweit der Straße, die zum Stausee Cabra Corral (12 km) führt und von dort weiter durch die Quebrada de las Conchas zum Weinort Cafayate. Chicoana gilt auch als Tor zur Quebrada de Escoipe auf dem Weg nach Cachi, einer weiteren, bekannten Tourismusattraktion der Provinz Salta. Die Landschaft wurde 1941 als Bühnenbild für einen der Klassiker des argentinischen Kinos (La Guerra Gaucha) über den Unabhängigkeitskampf des Nordwestens ausgewählt. In der Nähe des Ortes liegt eine präkolumbianische Ausgrabungsstätte.

## Feste
Das traditionelle Stadtbild und die Lage machen Chicoana zu einem Durchgangsort auf dem Weg zu anderen touristischen Zielen der Provinz. Chicoana wirbt mit seinen Festen und Angeboten im ländlichen Tourismus (Reittouren, Wanderungen, Übernachtungen auf Fincas, traditionellem Essen).
- Festival del Tabaco (1. August): Das "Erntedankfest" für das Hauptanbauprodukt der Zone, den Tabak.
- Festival del Tamal: Der Tamal gehört zu den Maisgerichten des Nordosten und steht hier im Mittelpunkt des Festes.